# Tabor slovenskih pevskih zborov Šentvid pri Stični
Tabor slovenskih pevskih zborov Šentvid pri Stični je tradicionalna vsakoletna glasbena prireditev, ki od leta 1970 poteka v Šentvidu pri Stični.
Leta 1994 je tabor prejel srebrni častni znak svobode Republike Slovenije z naslednjo utemeljitvijo: »za četrtstoletno širjenje pevske kulture in ljubiteljske kulturnoumetniške dejavnosti v celotnem slovenskem kulturnem prostoru«.